# Роза вітрів

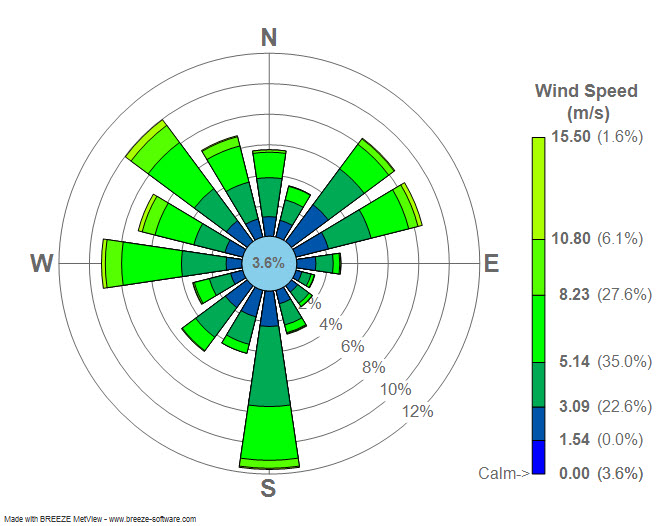
Роза вітрів за 2008 рік для аеропорту Ла-Гвардія, Нью-Йорк

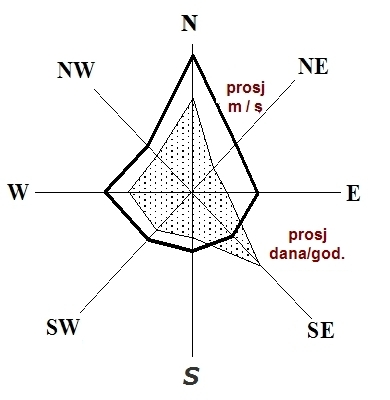
Проста восьмипроменева роза вітрів

Роза вітрів (англ. wind rose; нім. Windrose f) — векторна діаграма, що характеризує в метеорології та кліматології режим вітру в даному місці за певний період (багаторічні спостереження, рік, місяць, сезон тощо). Виглядає як багатокутник, у якого довжини променів, що розходяться від центру діаграми в різних напрямках (румбах горизонту), пропорційні повторюваності вітрів цих напрямів («звідки» дме вітер).

## Побудова
Як правило, розу вітрів будують, відкладаючи відрізки, довжини яких пропорційні повторюваності вітрів (у % від загального числа спостережень), на восьми (або шістнадцяти) прямих лініях, що розходяться з центру спостереження під кутом 45° (або 22,5°) одна до одної. Поєднуючи кінці зазначених відрізків прямими, отримують багатокутник — розу повторюваності вітрів. Так само можна побудувати, відкладаючи не повторюваність напрямку, а максимальну швидкість вітру, розу швидкості вітрів.
Роза вітрів, побудована за реальними даними спостережень, дозволяє по довжині променів побудованого багатокутника виявити напрямок панівного, або переважаючого вітру, з боку якого найчастіше приходить повітряний потік в дану місцевість. Тому справжня роза вітрів, побудована на підставі ряду спостережень, може мати істотні відмінності довжин різних променів.

## Застосування
Розу вітрів враховують при будівництві злітно-посадкових смуг аеродромів, автомобільних доріг, планування населених пунктів, оцінці взаємного розташування житлового масиву і промзони (з точки зору напрямку перенесення шкідливих домішок вітром від промзони) і безлічі інших господарських завдань (агрономія, лісове і паркове господарство, екологія та ін.).